# Trecate
Trecate là một đô thị ở tỉnh Novara ở vùng Piedmont của Ý, tọa lạc cách 90 km về phía đông bắc của Torino and about 9 km về phía đông của Novara. Tại thời điểm ngày 31 tháng 12 năm 2004, đô thị này có dân số 18.028 người và diện tích là 38,4 km².
Đô thị Trecate có các frazione (đơn vị trực thuộc) San Martino.
Trecate giáp các đô thị: Bernate Ticino, Boffalora sopra Ticino, Cerano, Garbagna Novarese, Novara, Romentino, và Sozzago.